# Богомолец, София Николаевна
София Николаевна Богомолец (в девичестве Присецкая; 27 сентября 1856, с. Ковалёвка, Полтавская губерния — 11 января 1892, Карийская каторга) — русская революционерка, народница.

## Биография
Родилась в семье потомственного дворянина польского происхождения, мелкопоместного полтавского помещика, отставного подпоручика Николая Максимовича Присецкого. Воспитывалась в частном пансионе уездного города Гадяча (Полтавская губерния), затем училась в Киевской Фундуклеевской гимназии, курс которой окончила в 1874 году.
В 1876 году вышла замуж за молодого врача Александра Михайловича Богомольца.
В 1877 году поступила на женские врачебные курсы при Николаевском военном госпитале в Санкт-Петербурге. Училась 2 года, жила в студенческой коммуне революционно настроенных студенток. В 1878 году бросила курсы не доучившись и уехала с мужем в Кубанскую область. В станице Усть-Лабинской, супруги занимались врачебной практикой. Кроме профессиональной медицинской деятельности, вели противоправительственную пропаганду и распространяли запрещённую литературу среди жителей станицы. В связи с этим за молодыми супругами был установлен негласный полицейский надзор.
В 1879 году были вынуждены переехать в Харьков. В 1879 году по распоряжению харьковского генерал-губернатора была административно выслана из Харькова в Полтавскую губернию «на родину», под негласный надзор полиции, как политически неблагонадежная. В 1880 году переехала к мужу в Киев. Сотрудничала с членами леворадикального народнического «Южно-русского рабочего союза». После ареста руководителей этой организации Н. П. Щедрина и Е. Н. Ковальской в октябре 1880 года, выдвинулась и стала играть заметную роль в «Союзе».
4 января 1881 года была арестована полицией на улице в Киеве по подозрению в печатании и распространении прокламаций Союза. При обыске в её квартире были найдены прокламации, значительное количество нелегальных изданий, типографский шрифт, оружие, рукописи противоправительственного содержания. Препровождена в Старо-Киевский полицейский участок, в котором находилась до весны 1881 года. Затем переведена в киевскую тюрьму.
12 мая 1881 года в лазарете киевской Лукьяновской тюрьмы у Софии Николаевны родился мальчик Александр Богомолец.
Привлечена к дознанию по делу Южно-Русского рабочего Союза (дело Н. П. Щедрина, Е. Н. Ковальской и других; всего 10 подсудимых). Киевским Военно-окружным судом 29 мая 1881 года приговорена к лишению всех прав состояния и к ссылке в каторжные работы на заводах на 20 лет. Суд ходатайствовал об уменьшении срока до 10 лет. По конфирмации Киевского генерал-губернаторара 1 июня 1881 года ходатайство суда удовлетворено. 8 июня 1881 года отправлена по этапу из киевской тюрьмы в Московскую Бутырскую тюрьму. В октябре 1881 года отправлена из Москвы в Сибирь, на каторгу. На этапе, в Иркутской тюрьме вместе с Е. Н. Ковальской совершила побег.
28 февраля 1882 года в Иркутске была арестована и препровождена в тюрьму. 4 марта 1882 года за попытку ударить начальника Иркутской тюрьмы была наказана заключением в карцер в смирительной рубашке. За побег к сроку отбывания наказания прибавлено 5 лет каторги.
23 марта 1882 года прибыла на Карийскую каторгу. За время пребывания на каторге проявила себя как участница группы непримиримых протестанток. 10 июня 1882 года во время обыска ударила унтер-офицера. В 1882 году сопротивлялась вместе с другими женщинами исполнению распоряжения коменданта по ужесточению режима содержания каторжан, принимала участие в общей голодовке и дважды пыталась поджечь отдельную камеру, в которой содержалась. После перевода на Усть-Кару участвовала в ряде протестов. Отказалась идти в контору на допрос по поводу этих протестов и, будучи приведена в контору насильно, отказалась давать показания.
5 апреля 1884 года за «буйное поведение» переведена в Иркутскую тюрьму вместе с Е. Ковальской и Е. Россиковой. В Иркутской тюрьме участвовала в шестнадцатидневной голодовке вместе с Е. Ковальской, М. Ковалевской, Е. Россиковой и М. Кутитонской. За оскорбление жандармского офицера срок каторги продлен ещё на год. 
В ноябре 1885 года переведена в Усть-Карийскую тюрьму. 27 февраля 1887 года за непрестанные протесты из Усть-Карийской женской тюрьмы помещена в карцер при уголовной тюрьме. В марте 1888 года «за нарушение спокойствия» переведена в Нижне-Карийский лазарет. 4 сентября 1889 года распоряжением военного губернатора Восточной Сибири за оскорбление словами начальника Иркутского жандармского управления срок каторжных работ увеличен еще на 2 года.
В 1891 году, после вмешательства писателя Льва Толстого, муж и сын получили разрешение на свидание и поездку к Софии Николаевне на Карийскую каторгу. Содержалась в разряде испытуемых. Выпущена в вольную команду за 3 дня до смерти.
Умерла от туберкулёза на Нижней Каре 11 января 1892 года.

## Семья
Муж — Александр Михайлович Богомолец

Сын — Александр Александрович Богомолец

Брат — Присецкий, Иван Николаевич.